# Tribunal de los Tumultos

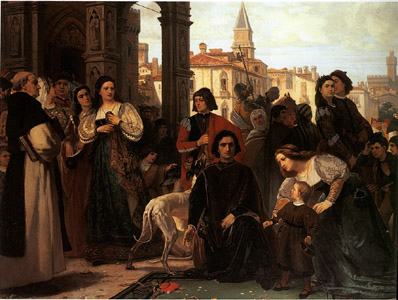
Familia noble convocada a un tribunal, obra de Charles Soubre (1871). La obra representa el momento en el que una familia de la nobleza flamenca se presenta en un juicio acusada de rebelión durante el Tribunal de los Tumultos.

El Tribunal de los Tumultos (neerlandés: de Raad van Beroerten, francés: le Conseil des Troubles), conocido popularmente por los neerlandeses, belgas e ingleses como Tribunal de Sangre o Tribunal Sangriento (neerlandés: de Bloedraad), fue un tribunal instaurado por Fernando Álvarez de Toledo y Pimentel, III duque de Alba de Tormes, en Bruselas, el 5 de septiembre de 1567, con aprobación del rey Felipe II de España, para encontrar y castigar a los enemigos de la Monarquía Hispánica que juzgó a los culpables de la rebelión en los Países Bajos Españoles que se produjo  con la iconoclasia ocurrida entre agosto y octubre de 1566, en la que los calvinistas asaltaron las iglesias católicas y quemaron las imágenes de los santos.

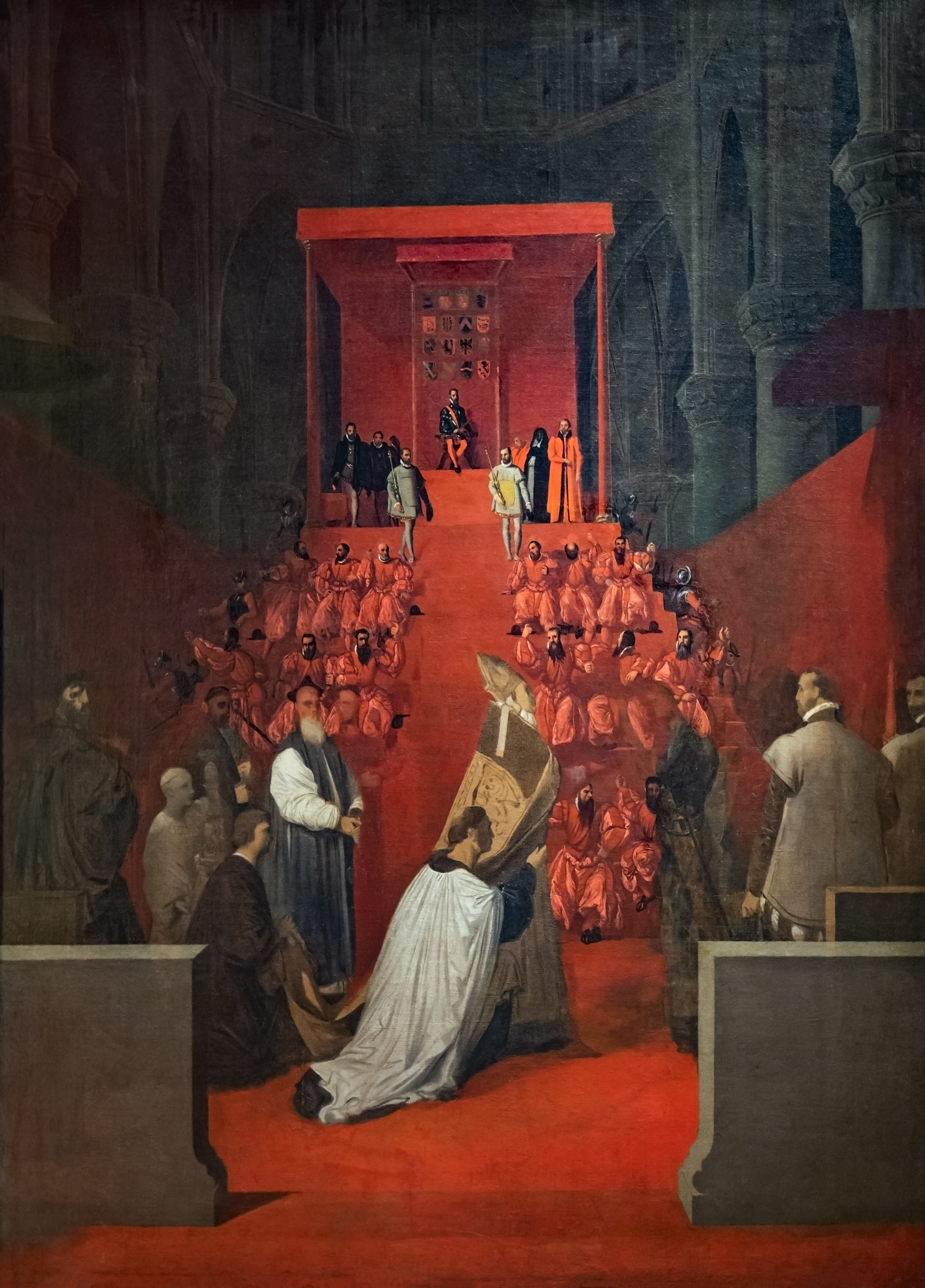
El Duque de Alba en la Catedral de Bruselas, una obra del

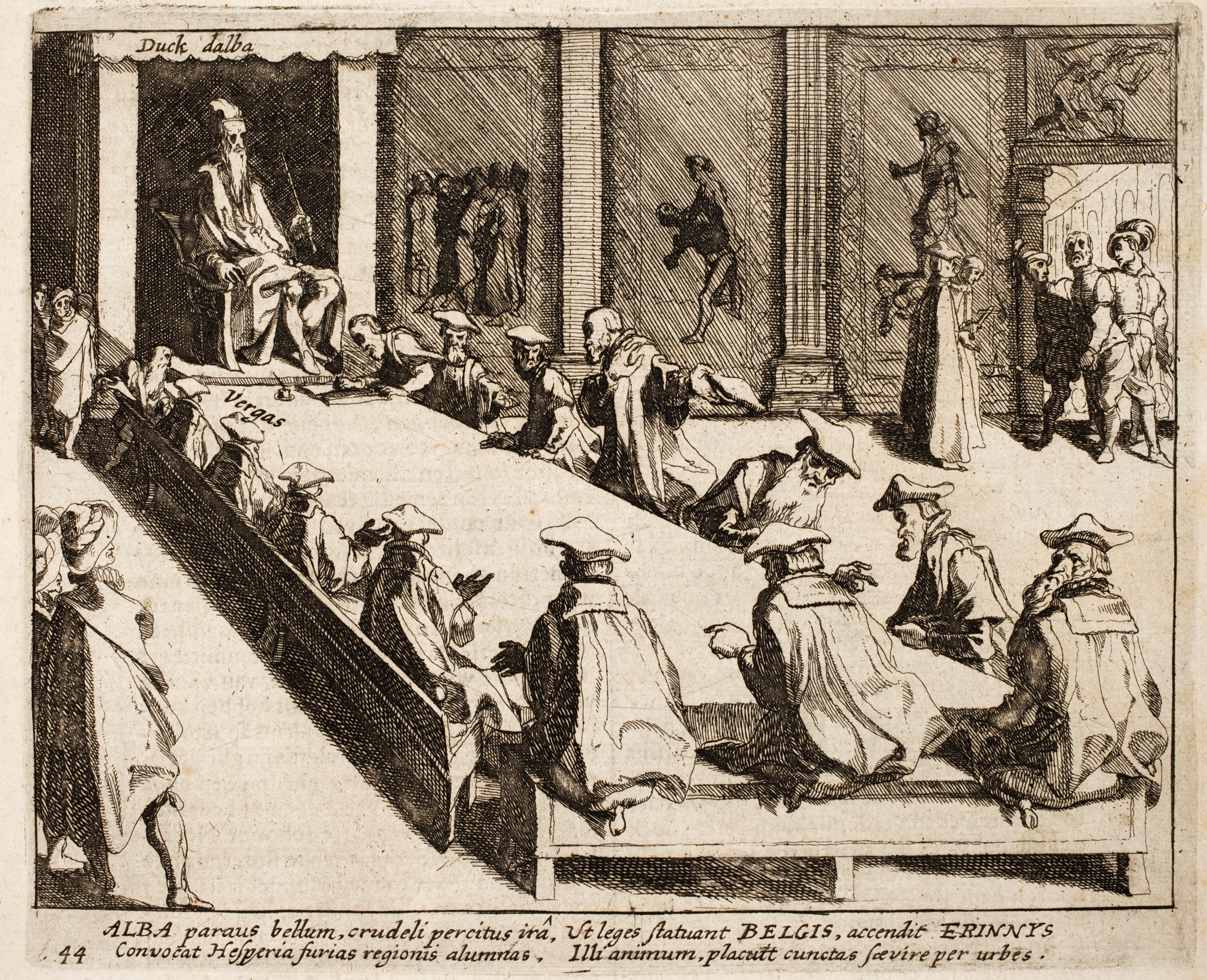
Grabado de 1616 que representa al Duque de Alba presidiendo uno de los tribunales, obra de Simon Frisius.

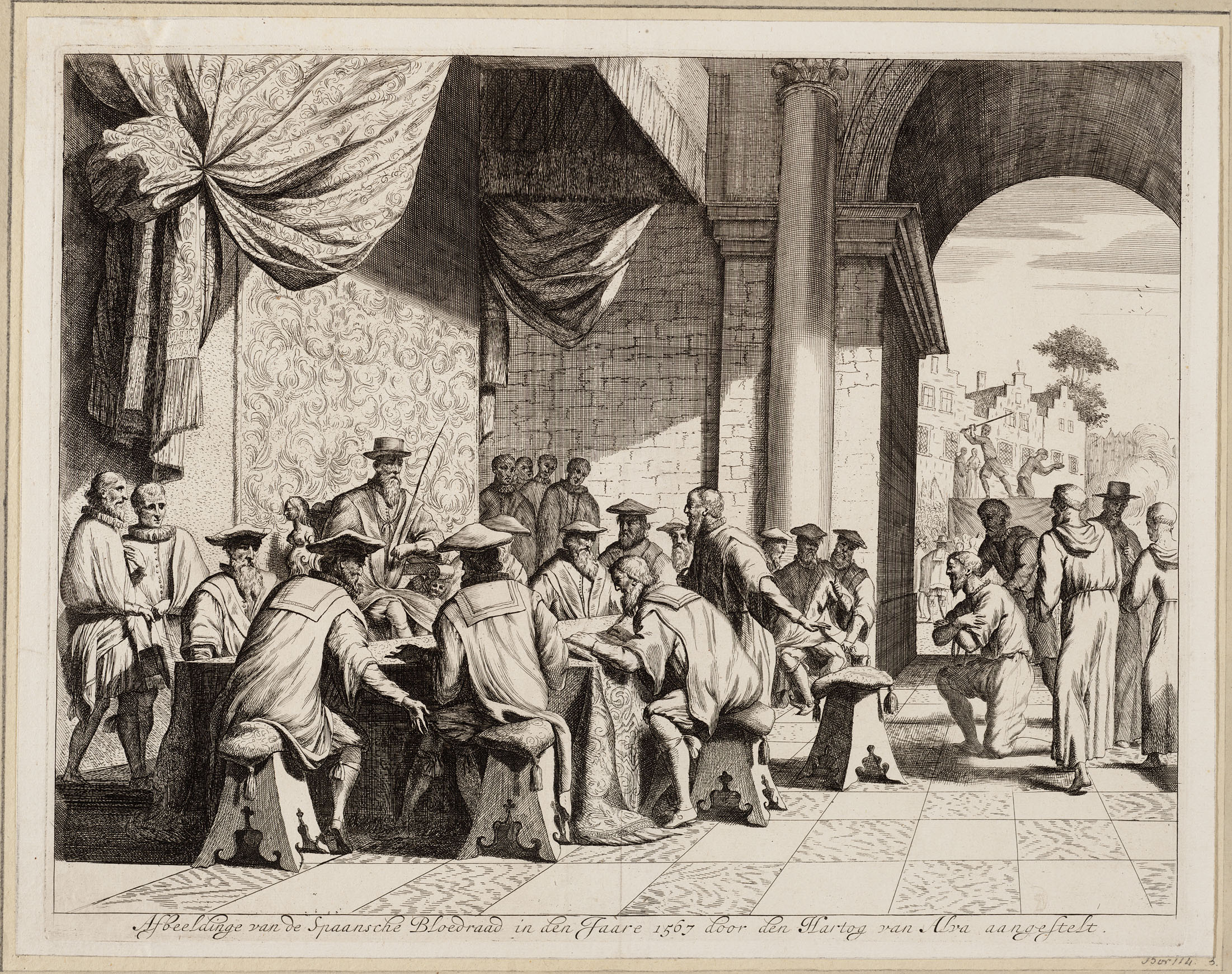
Grabado de 1679 representando uno de los tribunales.

La Tormenta de las imágenes o Asalto a las imágenes, (neerlandés: Beeldenstorm), ocurrida durante los meses de agosto y octubre de 1566, fue una iconoclasia perpetrada por los calvinistas, opuestos a la Iglesia católica y las imágenes a las que consideraban que contradecían al segundo mandamiento, que arremetieron contra las  iglesias y los monasterios y destruyeron cientos de estatuas.
El Tribunal de los Tumultos condenó a un total de 8.957 personas entre 1567 y 1576 de las cuales fueron ejecutadas 1.083 y desterradas 20. Esta cifra se debió a que, antes de la llegada de Alba, se había producido un éxodo por parte de la población flamenca que, atemorizada, se anticipó a su arribo y huyó.
El Tribunal de los Tumultos condenó a muerte a los condes de Egmont y Horn, dos de los principales nobles flamencos, decapitados en Bruselas y cuyas cabezas estuvieron expuestas tres horas. También fue detenido Floris de Montmorency, que estaba en Madrid como negociador. Condenado por el tribunal, su sentencia fue enviada a España por el duque y ejecutado en 1570.

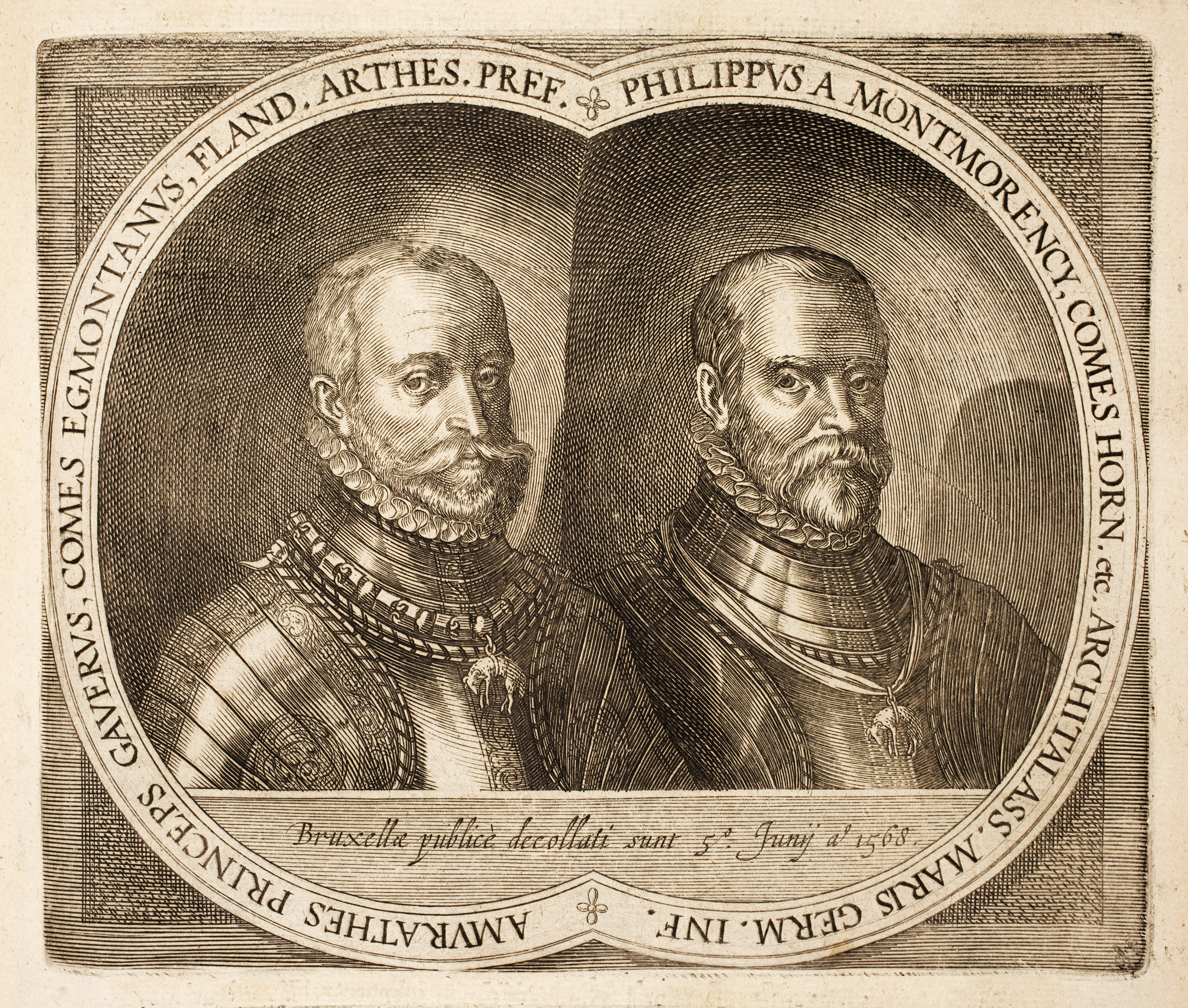
Retratos del Conde de Egmont y del Conde de Horn (1621), juzgados y ejecutados en 1568.

Además el Tribunal de los Tumultos confiscó las propiedades de los condenados.
La represión ejercida por el Tribunal de los Tumultos y el duque de Alba, al que los neerlandeses llamaban “el duque de hierro”, creó un profundo resentimiento en los Países Bajos de los Habsburgo contra el rey Felipe II de España, el duque y los españoles, provocando su sustitución por en 1573 por Luis de Requesens, que promulgó una amnistía general y abolió la Décima. En el resto de Europa se alzaron voces en contra de la represión, principalmente de los príncipes protestantes alemanes, que presionaron a los embajadores españoles pidiendo menos rigor en las penas.

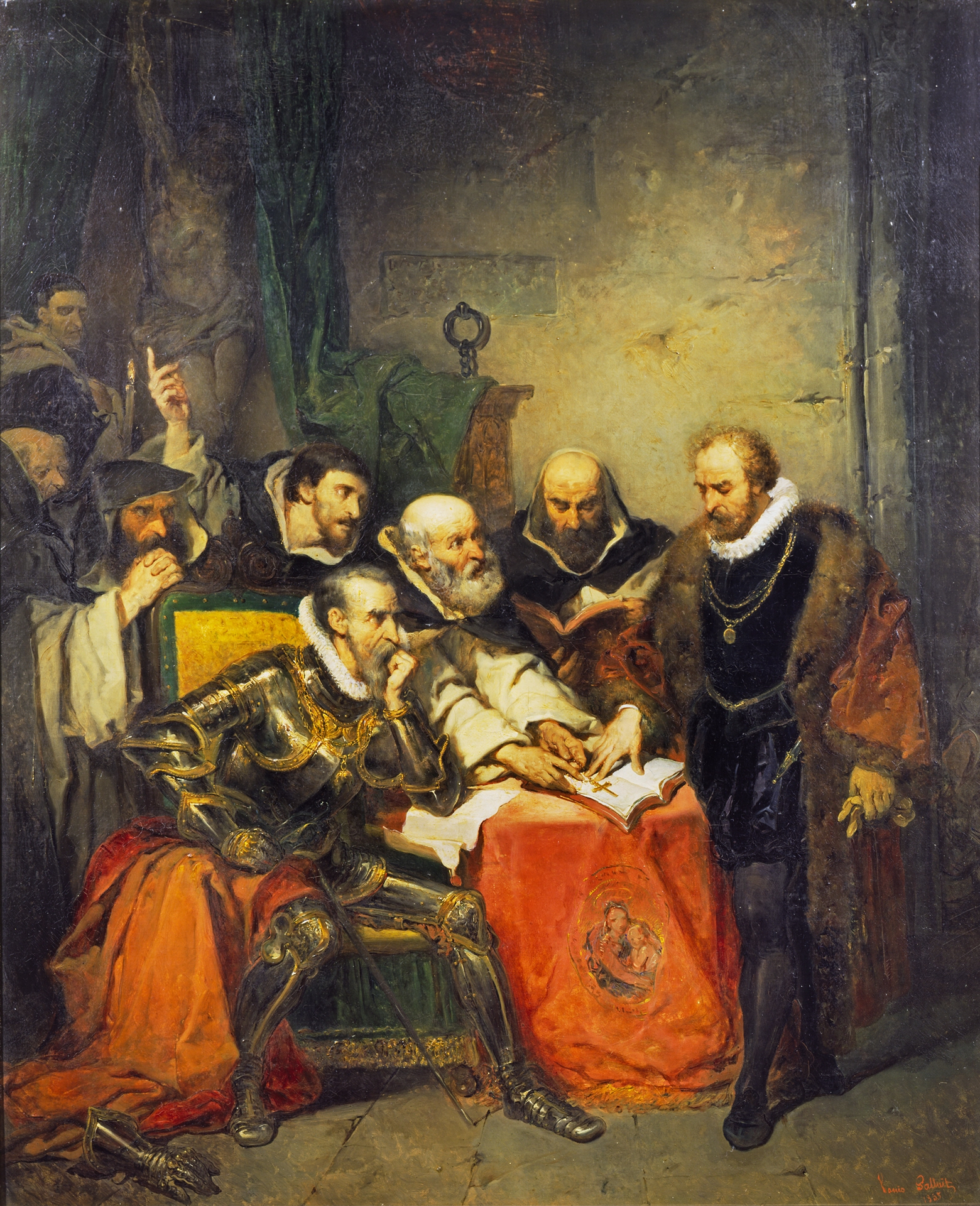
El juramento de Juan de Vargas ante el Duque de Alba, obra de Louis Gallait (1835). Juan de Vargas fue uno de los más estrechos colaboradores del Duque de Alba durante los juicios.

La política del Tribunal se resumía en la cita de su secretario: 

haeretici frexentur templa, boni nihil fecerunt contra; ergo debent omnes patibulari - Los templos fueron quemados por los herejes, los buenos [católicos] no hicieron nada en contra, por lo tanto deben ir todos al patíbulo.